# جو ألين هونج
جو ألين هونج (بالإنجليزية: Joe Allen Hong)‏ هو مصمم أزياء أمريكي، ولد في 28 نوفمبر 1930 في إل باسو في الولايات المتحدة، وتوفي في 28 فبراير 2004 في سان فرانسيسكو في الولايات المتحدة.